# Чешаљ (ТВ филм)
Чешаљ је југословенски телевизијски филм из 1983. године. Режирали су га Тинко Глобочник и Георгиј Паро а сценарио је написао Фадил Хаџић.

## Улоге
| Глумац           | Улога          |
| ---------------- | -------------- |
| Отокар Левај     | Ивои Скок      |
| Санда Лангерхолц | Ана Скок       |
| Винко Краљевић   | Свен Скок      |
| Недим Прохић     | Правник        |
| Смиљка Бенцет    | Катица Кунстек |
| Нада Абрус       | Олга           |
| Санда Фидершег   | Ружа Томић     |
| Нико Павловић    | Тонко          |